# فیلیپ پولاشک
فیلیپ پولاشک (انگلیسی: Filip Polášek؛ زادهٔ ۲۵ ژوئیهٔ ۱۹۸۵) یک تنیس‌باز اهل اسلواکی است که بیشتر در بازی دونفره تخصص دارد.